# SN 1987A

Chuỗi các ảnh chụp theo thời gian của Kính thiên văn không gian Hubble, chụp trong 15 năm từ 1994 đến 2009, cho thấy sự va chạm của di tích đang giãn nở với một vành các vật liệu mật độ đặc giải phóng ra từ ngôi sao tổ tiên 20.000 năm trước khi xảy ra vụ nổ.

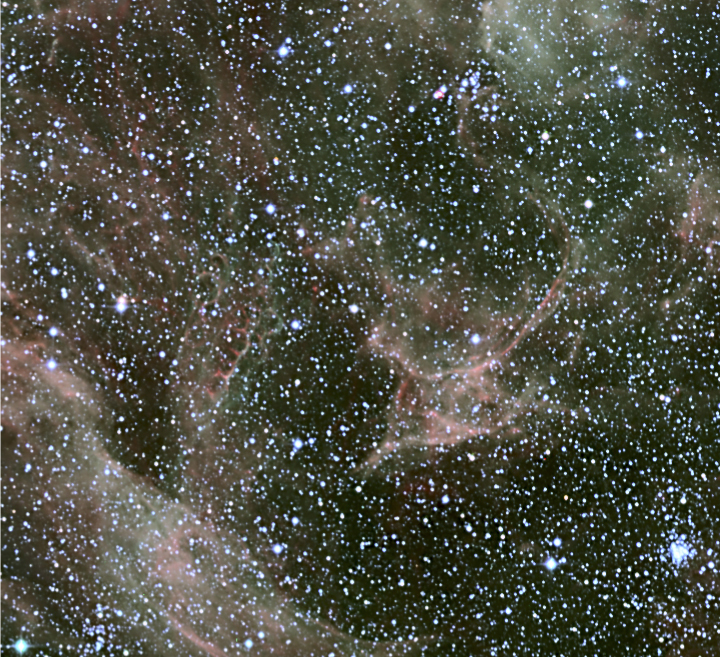
Tàn tích SN 1987A là một điểm nhỏ màu tím gần phía trên của khung ảnh, ngay bên phải của trung tâm. Ảnh của ESO

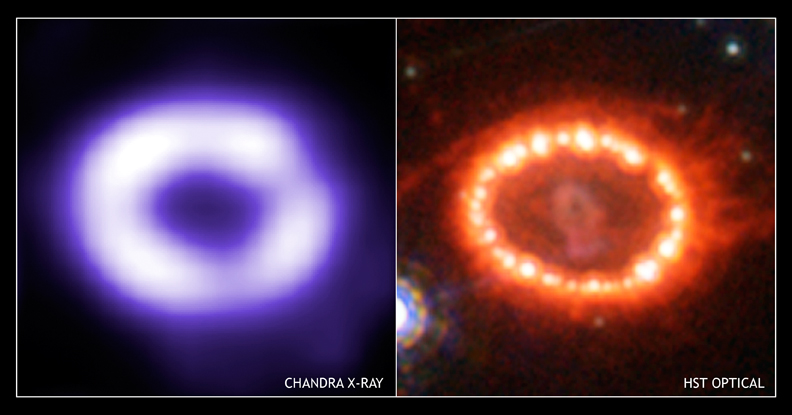
Tàn tích dạng vành đang giãn nở của SN 1987A và tương tác của nó với môi trường xung quanh, quan sát qua tia X và ánh sáng khả kiến.

SN 1987A là một siêu tân tinh nằm tại rìa của tinh vân Tarantula trong Đám Mây Magellan Lớn (một thiên hà lùn nằm gần Ngân Hà). Nó nằm cách Trái Đất xấp xỉ 51,4 kiloparsec, gần bằng 168.000 năm ánh sáng, đủ gần để có thể nhìn thấy bằng mắt thường. Có thể nhìn thấy siêu tân tinh tại Bán Cầu Nam trong thời gian nó xảy ra. Nó là siêu tân tinh gần nhất được quan sát sau siêu tân tinh SN 1604, mà đã xảy ra trong Ngân Hà. Ánh sáng từ siêu tân tinh đã tới Trái Đất vào ngày 23 tháng 2 năm 1987. Đây là siêu tân tinh đầu tiên quan sát thấy trong năm 1987, và được ký hiệu là "1987A". Độ sáng của nó đạt cực đại vào tháng Năm với cấp sao biểu kiến bằng khoảng 3 và giảm dần trong những tháng sau đó. Nó là cơ hội đầu tiên cho các nhà thiên văn học nghiên cứu chi tiết tính chất của một siêu tân tinh, và việc quan trắc đã cung cấp thêm nhiều thông tin về siêu tân tinh loại II. Một trong những kết quả quan trọng nhất, SN1987A cung cấp thông tin đầu tiên xác nhận việc quan trắc trực tiếp thấy nguồn năng lượng phóng xạ đối với bức xạ trong ánh sáng khả kiến khi thu nhận được các vạch phổ của tia gamma từ sự có mặt của hai loại hạt nhân phóng xạ, 56Co và 57Co. Điều này chứng minh bản chất phóng xạ của tàn tích siêu tân tinh có độ bừng sáng trong thời gian dài sau khi vụ nổ xảy ra.